# Deportivo Universidad Católica Madre y Maestra
El Deportivo Universidad Católica Madre y Maestra, más conocido como UCMM, fue un equipo de fútbol dominicano con sede en Santiago de los Caballeros, que jugó en la Primera División de República Dominicana, el campeonato de fútbol más importante del país.

## Historia
Fue fundado en el año 1971 y era el equipo que representaba a la Universidad Católica Madre y Maestra de Santiago de los Caballeros.
El club era el más dominante de los equipos de fútbol en la República Dominicana a inicios de la década de los años 1970s, en donde ganó tres títulos del Campeonato Nacional de manera consecutiva.
A nivel internacional participó en la Copa de Campeones de la Concacaf 1973, donde fue eliminado en la primera ronda por el SV Transvaal de Guayana Neerlandesa, convirtiéndose en el primer club de la República Dominicana en participar en un torneo internacional.
El equipo desapareció en el año 1975 al igual que todos los equipos que pertenecían a universidades y otras instituciones académicas en la República Dominicana luego de que se les prohibiera participar en los torneos de liga y copa organizados por la Federación Dominicana de Fútbol.

### Retorno al Fútbol
La hoy Pontificia Universidad Católica Madre y Maestra volvió en parte al fútbol en República Dominicana luego de hacer una alianza deportiva con el Cibao FC para que en el Campus Universitario de Santiago de los Caballeros se construyera su Estadio de Fútbol Sintético y que la ciudad volviera a tener a un representante en la Liga Dominicana de Fútbol para la temporada 2015.

## Palmarés
- Campeonato Nacional de República Dominicana: 3

1972, 1973, 1974

## Participación en competiciones de la Concacaf
| Temporada | Torneo                           | Ronda | Club         | Casa | Visita | Global |
| --------- | -------------------------------- | ----- | ------------ | ---- | ------ | ------ |
| 1973      | Copa de Campeones de la Concacaf | 1     | SV Transvaal | 0-6  | 0-8    | 0-14   |
| 1975      | Copa de Campeones de la Concacaf | 1     | Santos       | dq1  | dq1    | dq1    |

1- Universidad Católica fue descalificado porque la Federación Dominicana de Fútbol no canceló las deudas que tenía con la Concacaf.